# Костино (Вазузское сельское поселение)
Костино  — деревня в Зубцовском районе Тверской области. Входит в состав Вазузского сельского поселения.

## География
Находится в южной части Тверской области на расстоянии приблизительно 10 км на юг от районного центра города Зубцов.

## История
Деревня была отмечена еще на карте 1825 года. В 1859 году здесь (деревня Зубцовского уезда Тверской губернии) было учтено 14 дворов, в 1941—41.
25 декабря 2023 года деревня была переименована в Костино Вазузское.

## Население
Численность населения: 137 человек (1859 год), 8 (русские 100 %) в 2002 году, 6 в 2010.